# Wrath of Ashardalon
Wrath of Ashardalon — кооперативна рольова настільна гра для 1–5 гравців, видана компанією Wizards of the Coast у 2011 році.

## Огляд
У грі Wrath of Ashardalon страшний червоний дракон ховається глибоко в лабіринті, наповненому монстрами, що знаходиться в печері. Гра пропонує кілька сценаріїв та складні квести.

## Вміст
Wrath of Ashardalon включає 42 пластикові фігурки героїв і монстрів, 13 аркушів з'єднуваних картонних плиток підземель, 200 карт зустрічей та скарбів, правила гри, книгу сценаріїв і двадцятигранний кубик.

## Відгуки
Бен Кучера з Penny Arcade назвав Wrath of Ashardalon «гарним способом швидко пройти підземелля, коли повна сесія Dungeons & Dragons зайняла б занадто багато часу».